# Misako Izu
Pour les articles homonymes, voir Izu (homonymie).
Misako Izu (伊豆 美沙子, Izu Misako), née le 21 janvier 1959 à Munakata, est une femme politique japonaise. Sans étiquette, mais soutenue par le Parti libéral-démocrate japonais, elle est élue à deux reprises maire de Munakata, dans la préfecture de Fukuoka, et devient la première femme maire de la préfecture en 2018.

## Jeunesse, études et carrière pré-électorale
Izu naît le 21 janvier 1959 à Munakata, dans la préfecture de Fukuoka. Elle effectue des études en littérature japonaise à l'université pour femmes de Kyoto.
Elle rejoint ensuite l'entreprise familiale de fabrication de saké, où elle devient cadre. Elle est également chargée de cours à l'université de Fukuoka.

## Carrière électorale
Izu commence sa carrière électorale en tant que membre de l'assemblée préfectorale de Fukuoka en 2011, qu'elle occupe pendant deux mandats, où elle exerce le poste de présidente du comité . Elle annonce ensuite en 2018 se présenter aux élections municipales de Munakata, sa ville natale. Elle fait campagne en se plaçant comme dans la continuité de Hiromi Tanii (ja), ancien maire de la ville. Elle axe notamment ses promesses de campagne autour de l'industrie locale, de la préservation du patrimoine de la ville, ainsi qu'autour du lien à tisser entre les différents membres de la communauté municipale.
Soutenue par le Parti libéral-démocrate et le Kōmeitō, elle est élue le 21 avril 2018 maire de Munakata, devenant la première femme maire de la préfecture de Fukuoka.
Elle annonce être candidate à sa succession en janvier 2022,, et est réélue en avril malgré le taux de participation le plus faible jamais enregistré de la ville.

## Prises de position
Izu est très impliquée dans les différentes politiques de revitalisation régionale de la préfecture, ainsi que dans les mesures préservant le patrimoine local de la ville,,.

## Vie privée
Atteinte de pancréatite aiguë en novembre 2023, elle est hospitalisée et met en pause ses activités de maire jusqu'en février 2024.